# Nightmare Alley (film, 2021)
Ne doit pas être confondu avec Le Charlatan (film, 1947).
Pour plus de détails, voir Fiche technique et Distribution.
Nightmare Alley ou Ruelle de cauchemar au Québec est un thriller dramatique américain co-écrit et réalisé par Guillermo del Toro et sorti en 2021.
Il s'agit d'une adaptation du roman Le Charlatan de William Lindsay Gresham, déjà adapté au cinéma en 1947. Le film de Guillermo del Toro reçoit des critiques globalement positives, mais ne rencontre pas le succès auprès du public.
Le film se déroule dans les années 1930. Un homme mystérieux hanté par ses démons, Stanton Carlisle croise par hasard la route d'un cirque mêlant fête foraine et freak show. Il est rapidement embauché par Clement “Clem” Hoately comme homme à tout faire. Il se lie avec la clairvoyante « Madame Zeena » et son mari alcoolique, Pete. Ce dernier enseigne tout l'art de la fausse télépathie, dont un code entre le télépathe et son assistante ainsi que la lecture à froid. Stan se lie par ailleurs à Molly, une jeune femme timide de la troupe. Ils décident de partir mener tous les deux leurs aventures. Deux ans plus tard, ils ont un spectacle qui rencontre un bon succès à New York. Un soir, Stan fait sensation dans la salle et rencontre la mystérieuse Lilith Ritter, psychologue. Poussé par l’appât du gain, Stan va enfreindre une règle que Pete lui avait conseillé de ne pas franchir : “parler” aux morts pour appâter de nouveaux clients. Il va alors être amené à fréquenter des gens bien plus dangereux que les paysans du Midwest.

## Synopsis
En 1939, Stanton "Stan" Carlisle brûle sa maison du Midwest après avoir dissimulé un corps dans le sol et prend le premier bus venu. Au dernier arrêt se trouve une fête foraine. Stan décide d'aider le propriétaire nommé Clem à ranger son matériel. En échange de la radio qu'il transporte, Clem embauche Stan. Lorsque l'homme-animal du carnaval itinérant tombe malade, Clem fait appel à lui pour l'aider à s'en débarrasser. Stan est troublé par la condition misérable de cet homme, que Clem appelle « crétin », vivant dans une cage et mordant la tête de poulets vivants pour amuser la foule. Clem explique qu'il recherche des alcooliques ou des toxicomanes, qui sont souvent des hommes au passé trouble, et les attire avec des promesses d'emploi temporaire et leur donne de l'opium-alcool mélangé. Il utilise leur dépendance pour les abuser physiquement et mentalement jusqu'à ce qu'ils sombrent dans la folie et la dépravation. Clem montre ensuite à Stan sa collection de bocaux remplis de monstres bizarres dont un bébé mort-né qui est son préféré ainsi que le stock de clair de lune qu'il prépare pour contrôler les « crétins », l'avertissant de ne pas le confondre avec l'alcool de bois qu'il stocke à proximité.
Entre-temps, Stan travaille avec la voyante "Madame Zeena" et son mari alcoolique, Pete. Zeena et Pete utilisent la lecture à froid et un ingénieux système de langage codé pour donner l'illusion qu'elle a des pouvoirs mentaux extraordinaires. Pete commence à enseigner à Stan ses techniques. Cependant, Stan est mis en garde de ne pas utiliser ces compétences pour se faire passer pour un “médium” pratiquant le spiritisme. En outre Stan est attiré  par Molly, une artiste réalisant  des numéros autour de l'électricité. Il lui expose le projet de quitter le cirque pour monter un numéro à deux.
Une nuit, Stan, peut-être accidentellement, donne à Pete la mauvaise bouteille et le vieil homme meurt après avoir consommé de l'alcool de bois. Dans la foulée, Stan jure son amour à Molly et réitère son plan. Elle hésite encore. Une nuit, alors que le spectacle bat son plein, le shérif de la localité arrive pour faire arrêter tout le monde mais Stan utilise les compétences de Pete et réussit à berner le shérif en lui faisant croire que sa maman décédée le surveille. Après ce tour réussi, Molly accepte son amour et ils laissent le carnaval derrière eux. Zeena offre a Stan le carnet de Pete, tout en lui rappelant sa mise en garde.
Deux ans plus tard, Stan s'est réinventé avec succès en tant que "The Great Stanton", un numéro pour la riche élite urbaine de New York, avec Molly comme assistante, utilisant les techniques de Zeena et Pete. Au cours d'une représentation, leur acte est interrompu par la psychologue Dr Lilith Ritter, qui tente d'exposer leur système de code. La lecture froide de Stan lui permet de contrer Ritter, tout en l'humiliant publiquement. Il est ensuite approché par le riche juge Kimball, qui a employé Ritter pour tester Stan. Il est maintenant convaincu des capacités de Stan et propose de le payer généreusement pour lui permettre, ainsi qu'à sa femme, de communiquer avec leur fils décédé. Malgré les objections de Molly, Stan est d'accord.
Ritter invite Stan dans son bureau. Sachant qu'il est un escroc , elle est néanmoins intriguée par son habileté de manipulation. Grâce à ses sessions enregistrées avec ses clients, elle a accumulé des informations sensibles sur divers membres de l'élite sociale de New York. Se trouvant être des âmes sœurs, elle et Stan commencent une liaison, et ils conspirent ensemble pour manipuler Kimball, Ritter fournissant secrètement des informations privées pour alimenter sa mascarade. Elle commence également des séances de thérapie avec Stan, qui révèle sa culpabilité face à la mort de Pete et sa haine de son père alcoolique, qu'il a tué chez eux avant de rejoindre le carnaval.
Après avoir réussi son tour devant la femme du juge, Kimball présente Stan au puissant et sinistre Ezra Grindle, dont la femme, Dory, est morte d'un avortement forcé. Malgré les avertissements de Ritter selon lesquels Grindle est dangereux, Stan commence à arnaquer Grindle et à boire alors qu'il en était réticent. Ritter fournit des informations à Stan à utiliser contre Grindle pour se venger de l'avoir précédemment attaquée. Elle montre à Stan une cicatrice sur sa poitrine et son abdomen qu'elle a reçue de Grindle. Molly devient de plus en plus mal à l'aise et, en apprenant la liaison avec Ritter, quitte Stan. Il la supplie de rester, mais elle refuse, acceptant seulement de l'aider une dernière fois.
Molly se fait passer pour Dory pour l'acte ultime de Stan : une séance de spiritisme pour entrer en contact avec Dory. Au cours de la séance Grindle devient hors de contrôle et laisse cours à sa violence. Inconnu de Stan, l'homme de main de Grindle, Anderson, entend une émission de radio annonçant que le juge Kimball et sa femme ont été retrouvés morts dans un meurtre-suicide provoqué par les promesses de Stan selon lesquelles ils seraient réunis avec leur fils pré-décédé après leur mort. Sachant que le juge Kimball a recommandé Stan à Grindle, Anderson, inquiet, part à leur rencontre.
En réalisant que l’apparition de  "Dory" est un trucage, Grindle devient furieux et promet de détruire Stan. Stan le bat à mort, puis tue Anderson lors de leur fuite. Alors qu'il commence à saccager leur voiture pour donner l'impression qu'elle a été volée, Molly quitte Stan pour de bon. Stan demande de l'aide à Ritter tout en récupérant l'argent qu'il avait caché chez elle mais découvre qu'elle l'a arnaqué depuis le début, révélant qu'elle voulait se venger de ce qui s'était passé lors de leur première rencontre. Elle exprime sa déception qu’elle a éprouvée en constatant qu'il n'était rien de plus qu'un criminel motivé par l'argent, dont elle a fait changer tous les billets de 1 000 $ en billets de 1$. Tout en humiliant mentalement Stan en lui faisant croire n'importe quoi, Ritter contacte la police et menace d'utiliser les enregistrements de leurs sessions comme preuve qu'il est mentalement perturbé s'il essaie de l'impliquer. Ritter tire sur Stan, lui-même essaie de l’étrangler, mais la police arrive et il s'enfuit.
Recherché, blessé et n'ayant nulle part où aller, Stan se cache dans un train et erre pendant des années comme un clochard , plongé dans l'alcoolisme. N'ayant plus d'argent pour payer une bouteille, il donne la dernière chose qu'il avait encore sur lui : sa montre (qu'il avait récupérée de son père après l'avoir laissé mourir). Plus tard, il essaie de décrocher un emploi de mentaliste dans un autre spectacle forain. Arrivant dans la caravane du propriétaire, il découvre sa radio et le bocal avec le bébé mort de Clem. Stan apprend que Clem a fait faillite. D’abord le propriétaire décline sa demande, puis lui propose un verre et finit par lui proposer un job "intérimaire" de nouveau “freak”. Stan répond en riant : "Je suis venu pour ça." Ayant pris conscience du sort qui l'attend, ses rires se transforment en cris et en larmes.

## Fiche technique
Sauf indication contraire, les informations mentionnées dans cette section peuvent être confirmées par la base de données cinématographiques IMDb,  présente dans la section « Liens externes ».
- Titre original et français : Nightmare Alley
- Titre québécois : Ruelle de cauchemar
- Réalisation : Guillermo del Toro
- Scénario : Kim Morgan et Guillermo del Toro, d'après le roman Le Charlatan (en) de William Lindsay Gresham
- Directeur artistique : Brandt Gordon
- Décors : Tamara Deverell
- Costumes : Luis Sequeira
- Photographie : Dan Laustsen
- Montage : Cam McLauchlin
- Musique : Nathan Johnson
- Producteurs : Guillermo del Toro, J. Miles Dale et Bradley Cooper
- Sociétés de production : Searchlight Pictures et TSG Entertainment
- Sociétés de distribution : Searchlight Pictures (États-Unis), The Walt Disney Company France (France)
- Budget : 60 000 000 $
- Pays d'origine :  États-Unis
- Langue originale : anglais
- Format : couleur - 35 mm - 1.85:1 - son Dolby Digital
- Genre : Thriller, drame, historique et néo-noir[2]
- Durée : 150 minutes
- Dates de sortie : 
  -  États-Unis : 
    - 1er décembre 2021 (avant-première au Alice Tully Hall)
    - 17 décembre 2021 (sortie nationale)

  -  France : 19 janvier 2022
- Classification[3] :
  -  États-Unis : Restricted - R (pour violence forte / sanglante, contenu sexuel, nudité et langage)
  -  France : tous publics avec avertissement lors de sa sortie en salles mais déconseillé aux moins de 12 ans à la télévision.

## Distribution
- Bradley Cooper (VF : Alexis Victor) : Stanton « Stan » Carlisle
- Cate Blanchett (VF : Juliette Degenne) : Dr Lilith Ritter
- Rooney Mara (VF : Jessica Monceau) : Molly Cahill
- Willem Dafoe (VF : Éric Herson-Macarel) : Clement « Clem » Hoately
- Toni Collette (VF : Marjorie Frantz) : Zeena Krumblein
- Richard Jenkins (VF : Gabriel Le Doze) : Ezra Grindle
- Ron Perlman (VF : Michel Vigné) : Bruno
- David Strathairn (VF : François Dunoyer) : Peter « Pete » Krumblein
- Paul Anderson : un geek
- Jim Beaver (VF : Michel Dodane) : le shérif Jedediah Judd
- Holt McCallany (VF : Serge Biavan) : Anderson
- Mark Povinelli (VF : Enrique Carballido) : le major Mosquito
- Mary Steenburgen (VF : Frédérique Cantrel) : Miss Kimball
- David Hewlett (VF : Mathieu Buscatto) : Dr Elrood
- Tim Blake Nelson (VF : Sylvain Agaësse) : Carny Boss
- Clifton Collins Jr. (VF : Jean-François Aupied) : Funhouse Jack
- Stephen McHattie : un clochard
- Lara Jean Chorostecki : Louise Hoately
- Romina Power : une spectatrice du spectacle

 Source et légende : version française (VF) sur RS Doublage et selon le carton du doublage français cinématographique.

## Production

### Genèse et développement
Le projet d'une nouvelle adaptation du roman de William Lindsay Gresham est évoqué dès décembre 2017 quand Guillermo del Toro révèle qu'il écrira et réalisera le film. Le cinéaste mexicain voulait depuis des années concrétiser ce projet. Son acteur fétiche Ron Perlman lui en avait parlé au moment du tournage de Cronos (1993) et voulait tenir le rôle principal de Stanton Carlisle. À l'époque, Guillermo del Toro a alors cherché une VHS du film de 1947. Il découvre ensuite le roman original de William Lindsay Gresham. Il n'a cependant alors pas pu en acquérir les droits, en raison de complications juridiques. Des années plus tard, c'est sa compagne scénariste, Kim Morgan, qui lui suggère de retenter le coup : « Cette fois-ci, nous sommes allés voir directement la Fox, parce que le film de 1947 fait partie de leur catalogue. Ils ont été très réceptifs à nos idées et nous ont donné carte blanche pour écrire le script. »

### Attribution des rôles
En avril 2019, Leonardo DiCaprio entre en négociations pour le rôle principal. Le tournage doit alors débuter à l'automne 2019 à Toronto (notamment dans les Pinewood Toronto Studios),. En juin 2019, Bradley Cooper est finalement évoqué pour remplacer Leonardo DiCaprio. En juillet 2019, la production est finalement repoussée à janvier 2020.
En août 2019, Cate Blanchett est en négociations pour le rôle féminin principal. Elle et Bradley Cooper sont finalement confirmés officiellement en septembre 2019, tout comme Rooney Mara. Jennifer Lawrence et Lady Gaga avaient été envisagées pour le rôle de Molly Cahill. Toni Collette et David Strathairn rejoignent eux aussi la distribution. Le second est engagé en remplacement de Michael Shannon, pris par d'autres projets,.
Willem Dafoe rejoint le film en octobre 2019, suivi par Holt McCallany le mois suivant. Ron Perlman et Richard Jenkins, déjà apparus dans des films de Guillermo del Toro, sont confirmés en janvier 2020. En février 2020, c'est au tour de Mary Steenburgen et Romina Power.
En interview, Guillermo del Toro révèle une liste de films  des années 1940-1950 l'ayant inspiré pour Nightmare Alley :
- Crime passionnel d'Otto Preminger, 1945[21],[22]
- Niagara de Henry Hathaway, 1953
- Les Bas-fonds new-yorkais de Samuel Fuller, 1961
- L'Ultime Razzia de Stanley Kubrick, 1956
- Détour d'Edgar G. Ulmer, 1945
- La Tigresse de Byron Haskin, 1949
- Né pour tuer de Robert Wise, 1947
- La Ronde du crime de Don Siegel, 1958
- Trafic en haute mer de Michael Curtiz, 1950
- Poursuites dans la nuit de Jacques Tourneur, 1956

### Tournage
Le tournage débute le 21 janvier 2020,. Il a lieu notamment à Toronto et Hamilton en Ontario et à Buffalo dans l'État de New York. Guillermo del Toro utilise l’architecture si particulière de la ville notamment Niagara Square et le Buffalo City Hall.

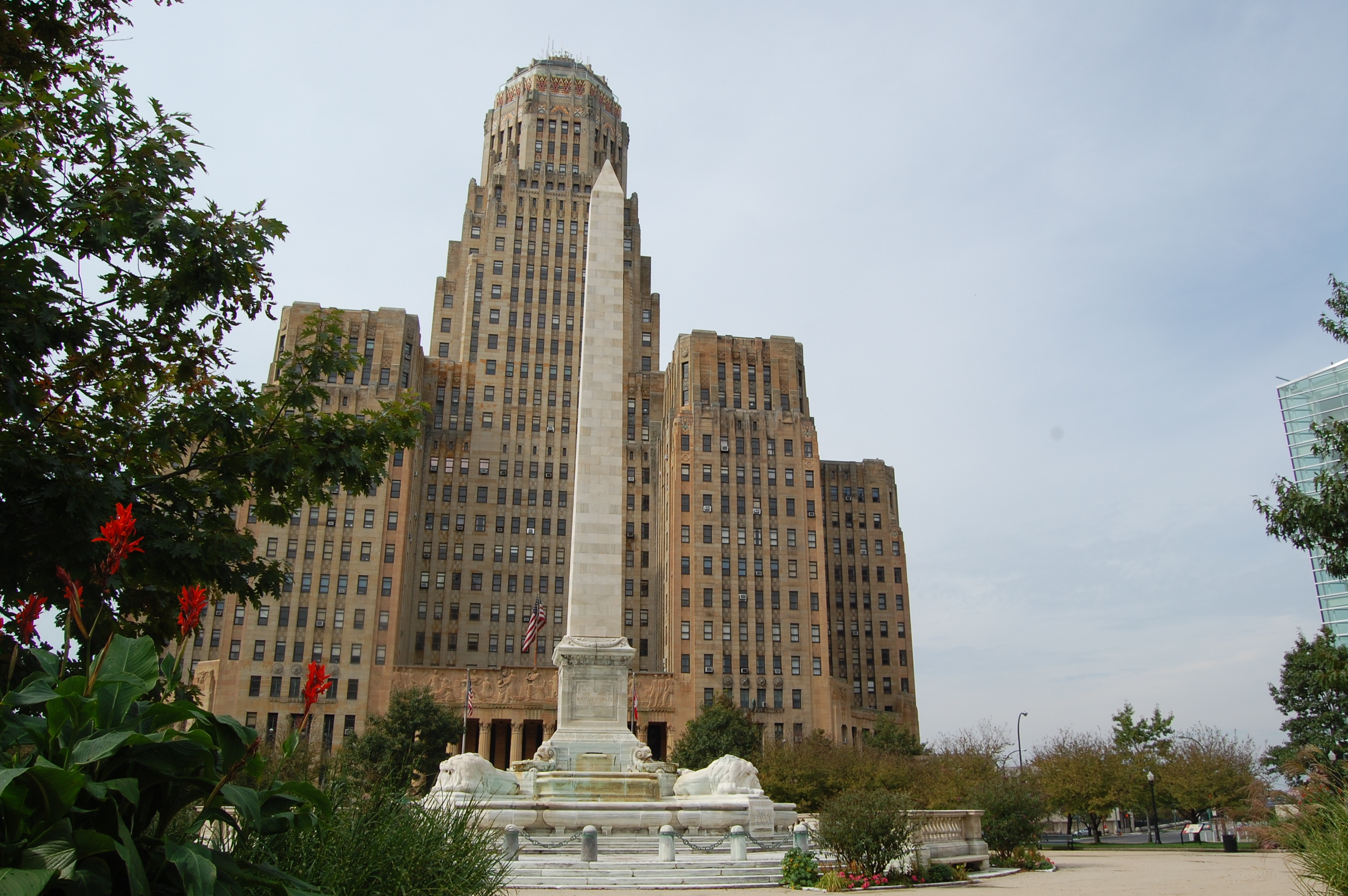
Buffalo City Hall
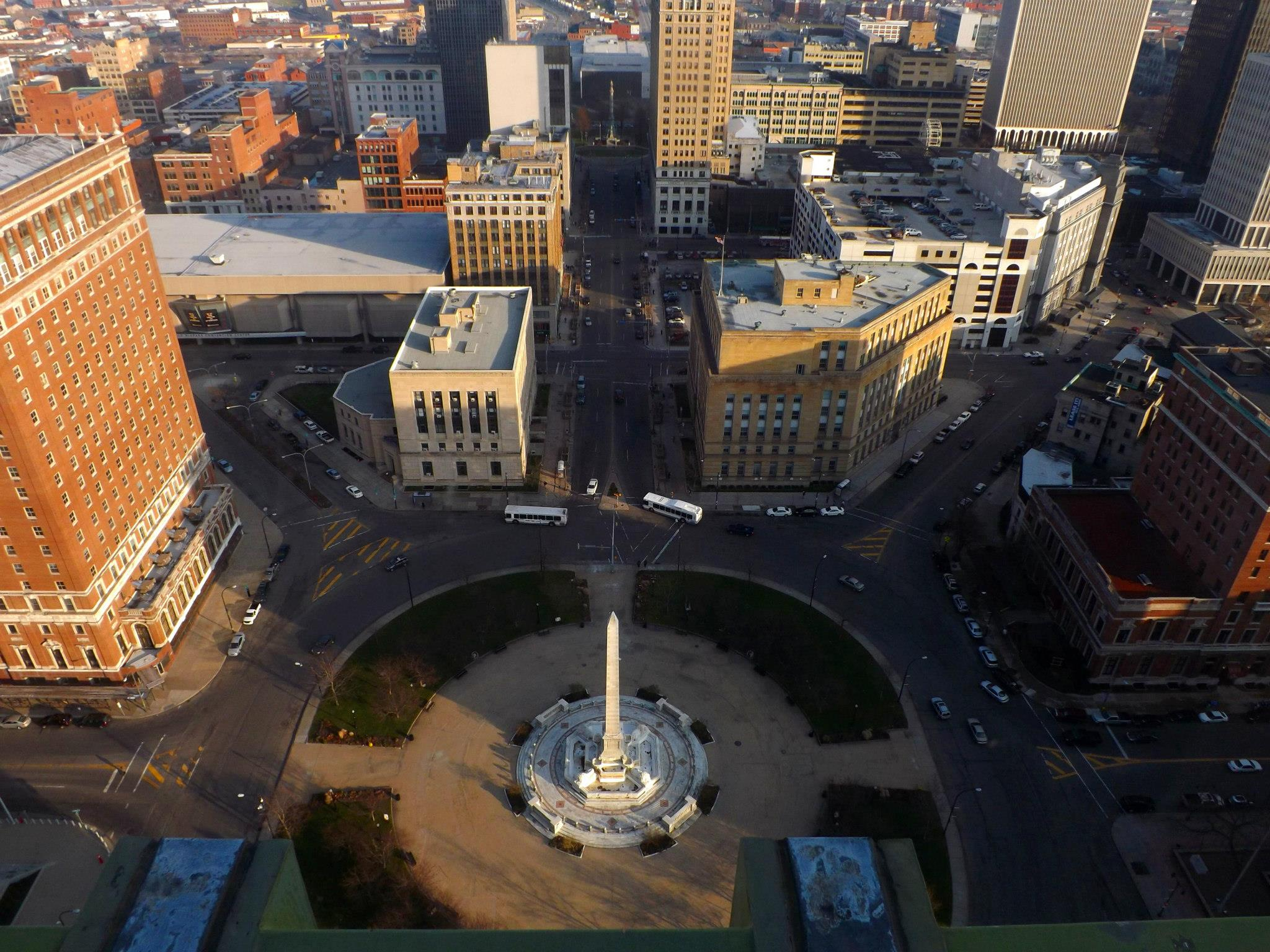
Niagara Square

Le 13 mars 2020, Disney stoppe la production en raison de la pandémie de Covid-19. Dans une interview pour Indiewire en juillet 2020, Guillermo del Toro déclare qu'environ 45 % du film a été tourné avant cette interruption. Le réalisateur-scénariste espère que tout reprendra alors à l'automne 2020. Il écrit un protocole de 80 pages pour la sécurité sanitaire du plateau, et un document similaire pour son film d'animation Pinocchio développé en simultané.
Après l'interruption liée à la pandémie, les prises de vues reprennent en septembre 2020 et s'achèvent en novembre 2020. Après quelques reshoots, le tournage s'achève officiellement le 12 décembre 2020.

## Sortie et accueil

### Dates de sortie
En décembre 2020, Guillermo del Toro annonce la fin du tournage et révèle que le film sortira en décembre 2021 aux États-Unis. Une première bande-annonce est dévoilée en septembre 2021.
Le film est présenté en avant-première au Alice Tully Hall à New York le 1er décembre 2021, en même temps que des projections au Academy Museum of Motion Pictures de Los Angeles et au TIFF Bell Lightbox (en) de Toronto,. Il sortira ensuite aux États-Unis le 17 décembre 2021. Guillermo del Toro a également prévu de sortir une version noir et blanc en janvier 2022.

### Critiques
Le film reçoit des critiques globalement positives. Sur l'agrégateur américain Rotten Tomatoes, il récolte 81 % d'opinions favorables pour 255 critiques et une note moyenne de 7,4⁄10. Le consensus suivant résume les critiques compilées par le site : « Bien qu'il ne frappe peut-être pas aussi fort que l'original, Nightmare Alley de Guillermo del Toro est un thriller noir moderne avec une tournure agréablement pulpeuse ». Sur Metacritic, il obtient une note moyenne pondérée de 69⁄100 pour 44 critiques.
Chris Evangelista de SlashFilm écrit notamment « Nightmare Alley marche du tonnerre. Un film plein de nuits noires et de tempêtes, de spectacles de monstres, d'escrocs, et Cate Blanchett qui souffle de façon séduisante la fumée de ses cigarettes. Du style à gogo. » Dans Variety, Courtney Howard souligne le travail des scénaristes « Guillermo Del Toro et Kim Morgan ont fait un coup de maître avec leur remake de Nightmare Alley. Un superbe film noir. Bradley Cooper et Cate Blanchett sont divins. Les décors de Tamara Deverell, les costumes de Luis Sequeira et la photographie de Dan Lausten sont tous parmi les meilleurs de l'année. » Dans The New York Times, Kyle Buchanan écrit quant à lui « Il convient de dire que Cate Blanchett domine cette foule parce qu'elle occupe une place importante dans Nightmare Alley elle-même, les époustouflants décors du film semblent avoir été fait sur mesure pour que sa femme fatale puisse s'y faufiler. » Pour Barry Hertz du Globe and Mail le film est « l'un des films en anglais les plus séduisants de del Toro. L'astuce : Quand Cate Blanchett apparaît à l'écran. (À noter : le public de la salle de Toronto n'a que poliment applaudi, alors que d'habitude elle explose). »
En France, le film obtient une note moyenne de 3,8⁄5 sur le site AlloCiné, qui recense 12 titres de presse. Du côté des avis positifs, on peut lire dans Le Parisien « Pour finaliser ce film-fleuve, Guillermo del Toro, brillant réalisateur de La Forme de l'eau, n’a pas lésiné pour ancrer son récit dans une obscurité extrême et jouer avec toute l’imagerie classique du film noir ». Dans Télérama, Samuel Douhaire écrit notamment « Avec ses couleurs profondes, ses décors luxueux et ses soudaines explosions de violence gore, Nightmare Alley ne joue pas la carte du polar rétro, mais du thriller contemporain. » Jacques Mandelbaum du Monde écrit quant à lui « Film ambitieux (...) Nightmare Alley s'appréciera comme une belle horlogerie baroque, à laquelle manque sans doute l'intime nécessité et l'intime palpitation d'un cœur vivant. »
Valentin Denis du site Critikat.com écrit une critique moins positive : « De l’ensemble se dégage un esprit de propreté maniaque, manifestement convaincu que pour garder le cinéma d’antan en vie, il n’y a pas d’autre choix que de le mettre au congélateur. » Dans les Cahiers du cinéma, Fernando Ganzo note « la lourdeur industrielle des 2h30 de Nightmare Alley » avant de conclure que « le noir [...] devient chez del Toro le moyen d'un surenchère hollywoodienne à laquelle il s'adonne sans nuances ».

### Box-office
Aux États-Unis, Nightmare Alley n'engrange que 225 000 $ pour les night previews du premier vendredi, alors que les prévisions estimaient des recettes de 1,19 million. Cela est expliqué par la pandémie de Covid-19 et surtout par le blockbuster Spider-Man: No Way Home qui sort le même week-end, le 17 décembre 2021,,. Le film termine son premier week-end américain après un total de 2,8 millions de dollars, soit la 5e place au box-office,. Pour son second week-end, il n'engrange que 1,2 million,, puis seulement 966 875 $ la 3e semaine.

## Distinctions

### Récompense
- Saturn Awards 2022 : 
  - Meilleur thriller
  - Meilleur scénario

### Nominations
- Oscars 2022 : 
  - Meilleur film
  - Meilleurs décors et direction artistique
  - Meilleurs costumes
  - Meilleure photographie